# 98mm迫撃砲M-98

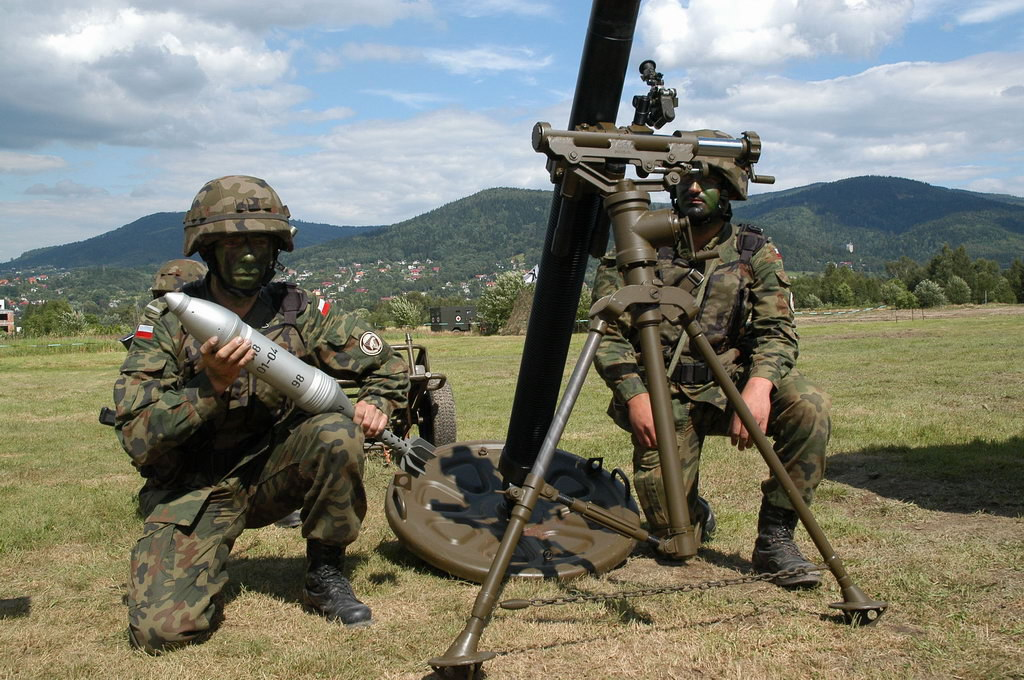
射撃状態にあるM-98迫撃砲。
向かって左側のポーランド兵が保持しているのが、98mm迫撃砲弾。

98mm迫撃砲M-98とはポーランド陸軍が装備している迫撃砲である。

## 概要

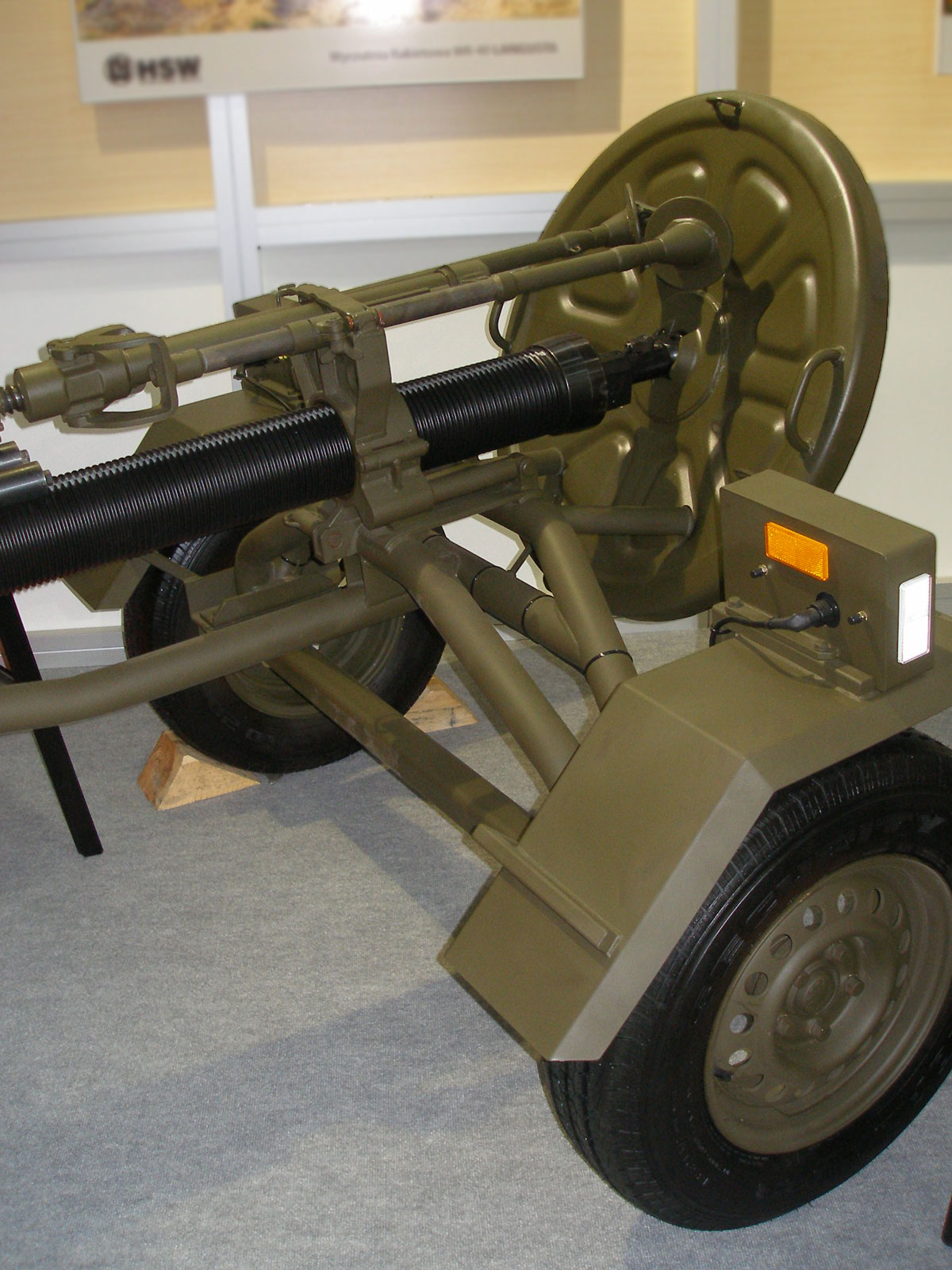
牽引状態

M-98迫撃砲の98mmという口径は、従来の中迫撃砲（口径81 / 82mm）と重迫撃砲（口径107 / 120mm）の中間に位置する前例のないものであるが、これは純粋な運用面やポーランド陸軍の戦闘教義に基づく要求では無く、「国際政治によって」決められたものである。
1990年11月に署名された欧州通常戦力(CFE)条約において口径100mm以上の火砲の保有数が制限されたため、従来ポーランド陸軍が装備していた120mm迫撃砲も同条約において保有数に制限がかかることになった。そこで98mmという口径を採用することで同条約の規制を合法的に逃れ、保有数を気にすること無く大量配備を可能とした。
運用にあたっては81 / 82mm迫撃砲のように分解して数人がかりで持ち運ぶことは不可能であり、一般的な120mm迫撃砲のように牽引用のトレーラーにのせて弾薬と共に車両で運搬され、中隊ごとの火力支援小隊に配備される。

## スペック
- 口径：98mm
- 重量：115kg
- 射程：400～7000m